# Фторид церия(IV)
Фторид церия(IV) — неорганическое соединение фтора и церия с химической формулой CeF4. Сильный окислитель, который выглядит как белый кристаллический материал. Фторид церия(IV) имеет безводную и моногидратную формы. 

## Получение
Фторид церия(IV) получают путем фторирования фторида церия(III) или диоксида церия газообразным фтором при 500 °С:
{\displaystyle \mathrm {2\ CeF_{3}+F_{2}\longrightarrow 2\ CeF_{4}} }
{\displaystyle \mathrm {CeO_{2}+2\ F_{2}\longrightarrow CeF_{4}+O_{2}} }
Гидратированная форма фторида церия(IV) (CeF4 · xH2O, x ≤ 1) может быть получена путем взаимодействия 40 % плавиковой кислоты и 60 % раствора сульфата церия(IV) при температуре 90 °C. 
Фторид церия может растворяться в диметилсульфоксиде и реагировать с образованием координационного комплекса CeF4(ДМСО)2. 

## Физические свойства
Молярная масса — 216,110 г/моль. 
Температура плавления (tпл.) — ~600 °C с разложением. 
Плотность (ρ) — 4,77 г/см³.